# Trophonofusus
Trophonofusus là một chi ốc biển, là động vật thân mềm chân bụng sống ở biển trong họ Fasciolariidae.

## Các loài
Các loài trong chi Trophonofusus gồm có:
- Trophonofusus muricatoides (Yokoyama, 1920)